# تبدیل سینوسی گسسته

تبدیل سینوسی گسسته

تبدیل سینوسی گسسته (به انگلیسی: Discrete sine transform) (مخفف انگلیسی: DST) در ریاضیات یک تبدیل مرتبط با تبدیل فوریه است که شباهت بسیاری با تبدیل فوریه گسسته دارد؛ با این تفاوت که این تبدیل از ماتریس اعداد حقیقی استفاده می‌کند. در واقع تبدیل سینوسی گسسته معادل بخش مختلط یک تبدیل فوریه گسسته با طول دو برابر است که با قسمت حقیقی‌اش با تقارن فرد برخورد می‌کند (از آنجایی که تبدیل فوریه تابع حقیقی و فرد، مختلط و فرد است).
این تبدیل با تبدیل کسینوسی گسسته که در واقع بخش حقیقی و زوج تبدیل فوریه گسسته است نیز رابطهٔ نزدیکی دارند.

## کاربردها
تبدیل‌های سینوسی گسسته در حل معادلات دیفرانسیل با مشتقات جزئی به کمک روش‌های طیفی کاربرد وسیعی دارند.